# Ma Duanlin
Ma Duanlin (eenvoudig Chinees: 马端临; traditioneel Chinees: 馬端臨) (1245–1322) was een Chinees ambtenaar en historicus die een encyclopedie schreef over de institutionele geschiedenis van zijn land. In 1317, gedurende de Yuan dynastie, publiceerde hij de omvattende Chinese encyclopedie Wenxian tongkao ('Algemene geschiedenis van instituties na kritisch onderzoek van documenten en studies") bestaande uit 348 juan.
Hij werd geboren in het gezin van minister Ma Tingluan van het Oosten van de Zuidelijke Song. Deze beschikte over een grote collectie van historische documenten. Vanaf 1273 begon Ma Duanlin met de samenstelling van de Wenxian Tongkao met gebruikmaking van zijn vaders collectie en advies. 
Na het overlijden van zijn vader werd Ma Dualin opgeroepen om de Yuan dynastie te dienen. 
Ma Duanlin beschreef een aantal oude en niet meer bestaande koninkrijken (Koninkrijk Champa, Koninkrijk Chi Tu, Koninkrijk Pan Pan, Koninkrijk Kediri en het Khmer-rijk). 
Ook zou hij nog een belangrijke rol spelen in het opnieuw activeren van het onderwijssysteem in China.